# Русини у Румунији
Русини у Румунији (рум. Ruteni, Rusini) су припадници русинског народа у Румунији. Званично су признати као пуноправна национална мањина. Имају једно резервисано место у румунском државном парламенту, а заступљени су и у локалним органима власти. Најзначајнија русинска организација у Румунији је Културно удружење Русина у Румунији (рум. Uniunea Culturală a Rutenilor din România). Девето заседање Светског конгреса Русина одржано је 2007. године у румунском граду Сигету.

## Историја
Током старије историје, Русини и Румуни су вековима живели заједно у историјским областима као што су Мармарош и Буковина. Данашња Румунија обухвата јужни Мармарош и јужну Буковину, тако да највећи део припадника русинске заједнице живи у поменутим областима, на северу државе. За време комунистичке власти, Румунија је под утицајем СССР усвојила политику непризнавања националне посебности Русина, који су убрајани међу Украјинце. Тек након политичких промена (1989) дошло је до постепених промена у односу државних власти према решавању русинског питања. Русини су успели да се изборе за признање мањинског статуса (2000), што је изазвало реакцију украјинских чинилаца, који су 2003. године затражили од румунских државних власти да се одлука о признању русинске мањине повуче, те да се Русини поново подведу под Украјинце. Румунске државне власти нису усвојиле тај захтев.

## Демографија
Услед сложених историјских и политичких околности, Русини су у старијим пописима становништва у Румунији били прибрајани уз Украјинце. Таква пракса је напуштена тек уочи пописа који је спроведен 2002. године, тако да се свега 262 становника званично изјаснило као „Русини”, док се још 3.890 становника изјаснило као Хуцули (рсн. Гуцулы, рум. Huțuli) - припадници посебне заједнице која се сматра подгрупом русинског народа. Стварни број Русина у Румунији процењује се на 35.000 припадника.